# Оконина
Оконина (словен. Okonina) — поселення в общині Любно, Савинський регіон, Словенія. Висота над рівнем моря: 387,7 м. 